# Kurt Koffka
Kurt Koffka (18. března 1886 Berlín – 22. listopadu 1941 Northampton) byl německý psycholog.
Spolu s Maxem Wertheimerem a Wolfgangem Köhlerem byl nejvýznamnějším představitelem gestaltismu. Byl žákem Carla Stumpfa, ke gestalt škole ho přivedl Wertheimer, když ho pozval na univerzitu ve Frankfurtu nad Mohanem, aby se podílel na výzkumu tzv. fí fenoménu. Významně přispěl k teorii učení a paměti. Závěr života strávil ve Spojených státech.